# 哈丽特·阿巴斯诺特
哈丽特·阿巴斯诺特（英語：Harriet Arbuthnot，1793年9月10日—1834年8月2日）是19世纪早期英国日记作者、社会观察家和托利党的政治女强人。在1820年代，她是滑铁卢战役的英雄不列颠首相第一代威灵顿公爵“最亲近的女性朋友”。她在很长一段时间里与公爵保持通信和交往，并将其记载于自己的日记中，这些素材被威灵顿公爵的各种权威传记所广泛采用。
她生长于英国贵族的环境中并且与一位身为议会成员的政治家缔结婚姻，因此有着绝佳的机会去结识摄政时期与后拿破仑时代的各种重量级人物。她经常逐字记录各种会议和交谈的内容，今人所撰的许多关于这一时期的历史及传记往往会引用阿巴斯诺特夫人的字句。她在从政生涯中的观察和记述并不仅仅局限于个人体验，而是以相同的关注来描述公共政治、重大事件与日常生活，留给历史学家们关于那些事件的清晰的全景图。她的日记最后于1950年以《阿巴斯诺特夫人日记》为题结集出版。

## 早年经历

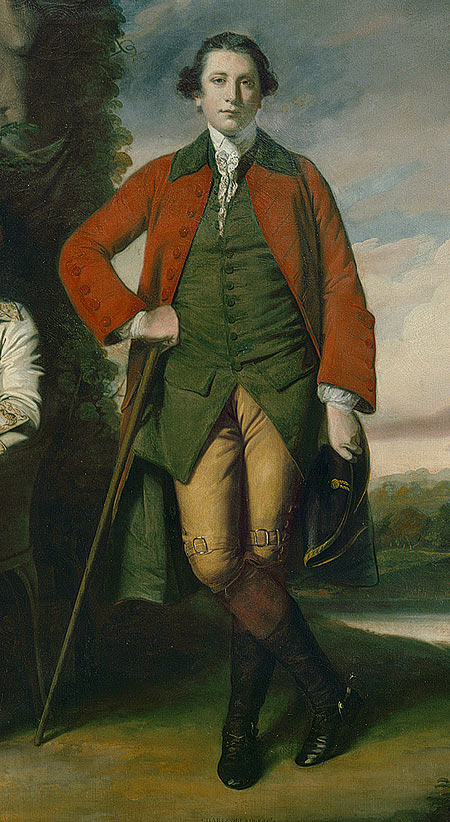
国会议员亨利·费恩（1739–1802年），哈丽特·阿巴斯诺特之父

哈丽特·阿巴斯诺特出生时名叫哈丽特·费恩，是第八代威斯特摩兰伯爵托马斯·费恩的次子亨利·费恩之女。作为一个年轻人，亨利·费恩被描述为“十分懒散和粗心，并且把大量时间浪费在乡间”。然而，他抓住时机成为了莱姆区的国会议员，并在1772年被指定为为国王私家驰道的管理员。 1778年，他与阿巴斯诺特的母亲、一位富家小姐、爱德华·巴克利·巴特逊之女安妮·巴特逊结婚。这对夫妇有14个孩子：9个儿子和5个女儿。
小哈丽特的绝大部分童年时光是在高高坐落在格兰瑟姆镇之上石灰岩小山上、林肯郡的富尔贝村家中度过。那所亨利·费恩从父亲那继承的房子在阿巴斯诺特的童年时代还并非一套超大的现代公寓。它在1773年大火后进行了重建，并于1784年被亨利·费恩大大扩展了并使之现代化。在富尔贝哈丽特和她的13个兄弟姐妹享受了一个舒适而颇为富裕的乡村童年。
哈利特·费恩的父亲在她九岁时去世，但在1810年她家的财产大幅增加，因为她母亲继承了汉普郡雅芳特瑞尔的不动产和多西特的阿普伍德地产。这使寡居的费恩夫人能够得到每年6000英镑的收入，按当时的标准这是笔相当高的收入。然而，要想维持现有的社会地位和抚养14个孩子，这笔钱实在不够花。

## 婚姻
哈丽特·费恩于1814年1月31日在富尔贝嫁给了国会议员查尔斯·阿巴斯诺特。她的丈夫生于1767年，比她年长25岁，这样的年龄差距使得她的家人起初反对这场婚姻。另外一个阻碍确定这次婚姻安排的主要因素是财务问题。她母亲委派她的较年长的儿子维尔、一个46岁的鳏夫来安排她这个20岁女儿的婚事，他被认为在这方面有资历，因为他曾任职于儿童银行。维尔·费恩和他的母亲一开始似乎并没有能力为女儿支付足够的钱来满足她的未婚夫，导致未婚夫写信给新娘说：“你和我只有一千多英镑该怎么过活，费恩太太（她母亲）6000多英镑都嫌太少不足以维持生活，无论如何也得给你点补助吧？”

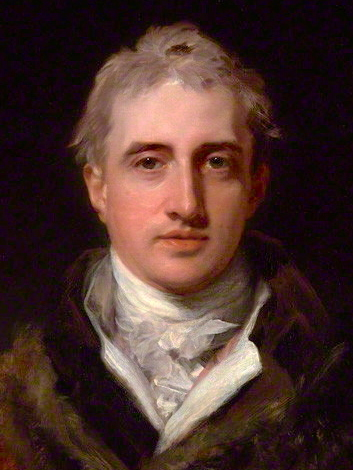
卡斯尔雷子爵（1812－1822年的英國外交大臣）是哈丽特·阿巴斯诺特“最亲爱最好的朋友”

查尔斯·阿巴斯诺特是个带有四个孩子的鳏夫；他的儿子查尔斯仅仅比他的新妻子少九岁。他的第一任妻子马西娅，声名狼藉的威尔士公主的一个侍女，于1806年去世。与另外两位第二任妻子广受赞美的人，卡斯尔雷子爵和威灵顿一样，他也是英爱贵族政府的成员。他曾于1795年当选国会议员，当时他成为了East Looe的成员。当他与费恩结婚的时候，他是St Germans的成员。他曾暂时中断自己的政治道路以成为自1804年到1807年派往奥斯曼帝国的特命大使。与查尔斯·阿巴斯诺特这样的政府官员成婚为哈丽特这样的来自一个并不富有的贵族家庭的年轻妻子打开了通往上流社会的大门。然而，关于她嫁妆的争执证实後，他们的手头开始变紧。
通过她的婚姻，阿巴斯诺特夫人，从前的哈丽特·费恩，与许多年长的权势人物保持着密切的友谊。她将卡斯尔雷描述为她“最亲爱最好的朋友”直到他于1822年去世，她方才将她的友谊转移到另一位更大的英爱贵族威灵顿公爵身上。然而所有当时的社会评论员都认为她的婚姻是快乐的，甚至她丈夫本身就与威灵顿关系密切，与他妻子一样。与一位政客结婚使得她迷上了政治，而且作为一位政治女强人享受着自己的成果当她为促进托利党的事业发出自己的能量时。然而，当他作为一个有支配地位的成员，她保守的观点确保了她能够在年长的托利党景慕者中赢得持续的欢迎。在她婚姻的早期，她的丈夫作为财政大臣为政府工作。晚些时候，在1823年，他出任林木第一委员一職，他在任內能够管理皇家花园。随后他獲准接触皇室成员，增加了他的地位。
她的日记中对其他与当时重要人物有交往的女性的评论充满了尖锐的讽刺才智。关于威灵顿的从前的情妇，即1812年－1834年俄罗斯帝国駐英國大使之妻多罗西娅·利文公主，她写道“真是奇怪，一个浪荡女人的爱欲与阴谋竟能对欧洲事务产生如此大的影响。”阿巴斯诺特明显没能明白她自己就被伦敦社会的某些人视作“交际花”在一种类似的情形中。
她的政治观察无疑是以她自己托利党的视角写就的。然而，她对发生在1822年到1830年保守派分子与自由主义者间的斗争详细的描述是关于这场争斗最权威的资料之一。

## 与威灵顿的关系

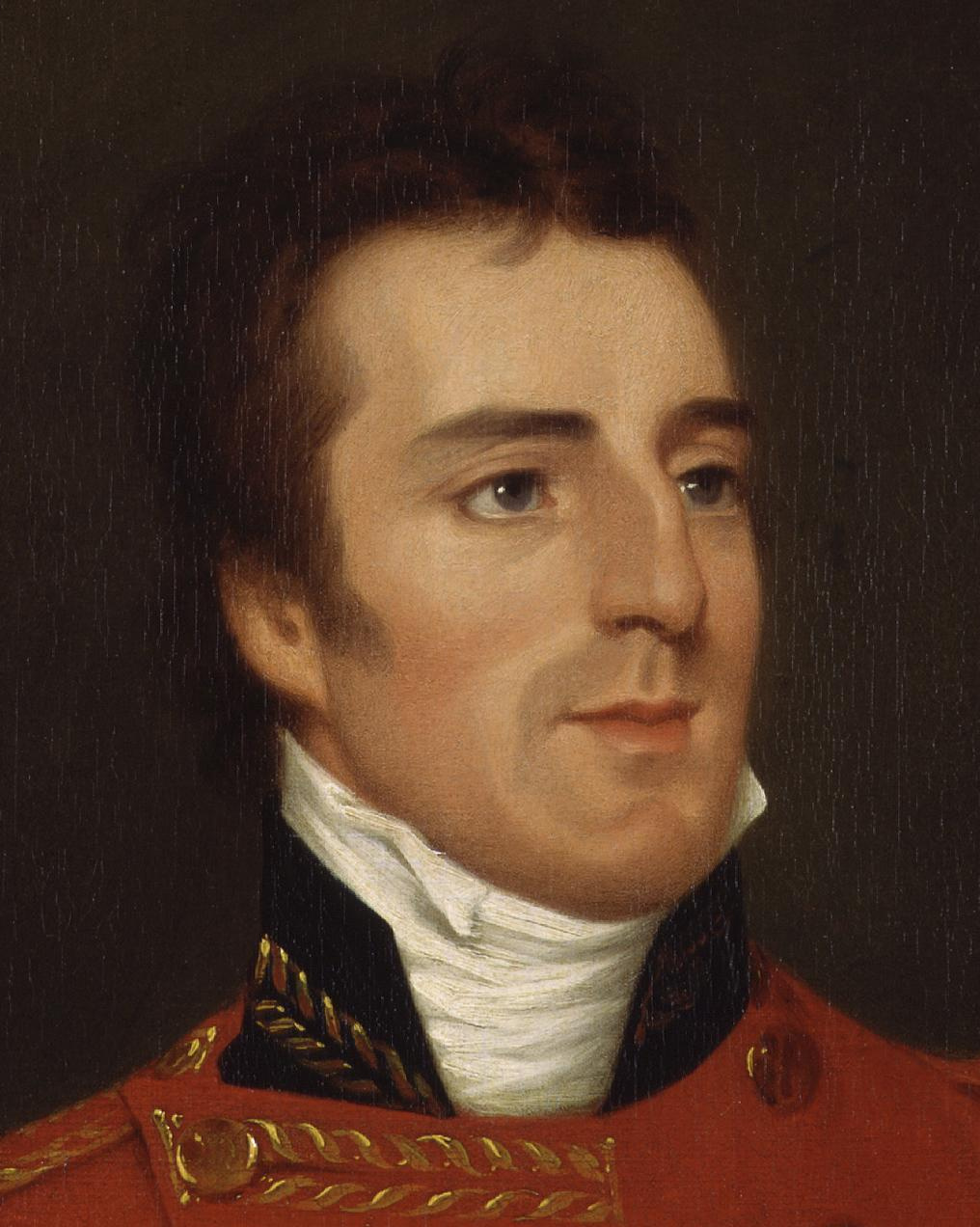
威灵顿公爵。哈丽特·阿巴斯诺特是她的“最亲密的女性朋友”

阿巴斯诺特初次注意到威灵顿大概是在1814年间拿破仑流放厄尔巴岛后重新开放的巴黎沙龙。威灵顿被指定为驻杜伊勒里宫的英国大使，那座城市挤满了拿破仑战争后渴望到大陆旅游的英国游客。
阿巴斯诺特夫妇经常于各种社交场合出现。 查尔斯为威灵顿所知，而且他是威灵顿的弟弟亨利在离婚案期间的强烈支持者，威灵顿很可能见过，至少是听说过阿巴斯诺特夫人— 她是他特别喜爱的布尔格什家族中的一个同胞不过仅仅直到卡斯雷1822年去世后，威灵顿和阿巴斯诺特之间的友谊之花才真正绽放。在此之前不大可能有何亲密的友谊产生。威灵顿，当时安顿在卡罗斯特宾馆（那个房间最近由拿破仑的妹妹寶琳·波拿巴公主腾出来）而且受到王政复辟时期的全巴黎予的欢迎，已经为自己找到了一位女性同伴，朱泽皮娜·格拉西尼。这位女子以与拿破仑的密切友谊而闻名，被称作“La Chanteuse de l'Empereur”，现在又投入威灵顿的怀抱。令巴黎社会的英国人和法国人都十分反感，尤其当威灵顿公爵夫人抵达巴黎后。
许多人推测阿巴斯诺特夫人、她的丈夫查尔斯和威灵顿之间存在“三角家庭”，然而被一些传记作者否认。不过，据说婚姻不幸的公爵享受着他与阿巴斯诺特夫人的关系因为她能给他“他的妻子无法带给他的安慰与欢娱”。 在所有事情上阿巴斯诺特都的确是他的红颜知己，尤其在关于他婚姻的问题上。他向她透露说他之所以娶他的妻子完全是因为“别人要求他那么做”，他甚至“对她没有一点爱意”。实际上，在他们结婚之日前威灵顿有十年没有见过他的妻子。结婚之后，新郎和新娘发现他们之间很少共同之处，如果他们有什么共同点的话。尽管生育了两个儿子，他们在大部分时间里两地分居，直到公爵夫人于1831年去世。
作为其不幸婚姻的结果，威灵顿与其他女人交往，但他为阿巴斯诺特“保留了内心最深处的爱”。她的丈夫那时供职于财政部，而她则在威灵顿在1828年1月及1830年11月间的第一次首相任期之内努力坐到了今天被称为威灵顿的社会秘书的位置。据暗示威灵顿公爵允许她“几乎无限制的接触内阁的秘密”然而无论她接触和直到什么，似乎她都无法影响公爵，但是甚至他在1828年1月对将她丈夫带入内阁的拒绝都没能动摇这种三角关系。
威灵顿并不企图隐瞒他和阿巴斯诺特间的友谊。有说法指出他们的关系是柏拉图式的，这被社会中最上等的阶层所接受，这从肯特公爵夫人在1828年允许威灵顿向她年幼的女儿、未来的维多利亚女王引见阿巴斯诺特可以看出。阿巴斯诺特写道小公主是“……我见过的最迷人的小孩”而且“肯特公爵夫人是个很明智的人，她把她（维多利亚）教育的非常好”。阿巴斯诺特对公爵夫人的印象并不完全是公正的，也并不被威灵顿和其他政要所认同。不过，阿巴斯诺特自己的特质被认为尚不足以可敬到能够被允许会见小公主的地步。
阿巴斯诺特日记中的许多评论并非向她对肯特公爵夫人的评论那样恭敬。威灵顿和阿巴斯诺特经常一起旅行，1824年他们的布伦海姆宫之行引发了她日志的一篇評論文章，她以嚴厲的字句批評了威灵顿的伙伴第五代马尔伯勒公爵，她写道 ：“可是这个大将军的家族不幸的走向没落，而且还是对丘吉尔偉大名号的玷污，此刻他们选择了苟活。现任的公爵负债累累，比一个普通的骗子实在好不了多少……”
当威灵顿和托利党于1830年11月失去权利后，阿巴斯诺特对她的日记失去了兴趣，她写道：“我现在写的很少了，我敢说，在我的书里，除了公爵，没有什么公共人物能使我感兴趣。”她关于托利党的分裂的说法完全是党派性的叙述，与记述那些托利党核心集团之外发生的事情一样精确，叙述面广，但不像亨利·霍布豪斯的记述那样彻底政治化。 

## 逝世
阿巴斯诺特由于染上霍乱于1834年夏天在的其夫住处附近一所农舍、伍德福德邸宅突然去世了，在北安普敦郡凯特灵附近。在她死后一份快信被立即送往阿普斯利邸宅。然而报信者不得不转向哈特菲尔德宫，威灵顿正与索尔兹伯里侯爵夫妇在那儿进餐。她死后，有消息透露自1823年她开始享有每年936英镑的皇室津贴。
阿巴斯诺特与威灵顿之间的关系的准确种类引发了后人的种种猜想。她死后威灵顿马上又陷入到许多女性景慕者的追求之中，使得这些推测的想法愈演愈烈。其中之一是詹金斯小姐，她在阿巴斯诺特死后“全心全意”的追求他。另一位则是从他的故人中从新出现的，阿巴斯诺特的堂妹，古怪的女士乔治亚娜·费恩，她不断纠缠威灵顿并威胁说把他曾经写给她的密信公开，且要起诉他，如她所说，因他拒绝履行娶她的诺言。似乎很有可能除了在社会生活方面帮助威灵顿外，哈丽特与威灵顿站在一起保护了他不与另外女人接近。公爵在与哈丽特结识的期间的确保有一些情妇，但是没有任何证据表明哈丽特是其中之一。在到阿普斯利邸宅（公爵的伦敦寓所）之旅行中，据称她仅仅在一些政治聚会中像女服务员一样帮他。
在她死后，查尔斯离开了伍德福德邸宅，与他的亲密朋友威灵顿住在一起。查尔斯于1850年在阿普斯利邸宅逝世，享年83岁。在他们在一起的日子这两位老人哀悼阿巴斯诺特的离去并为托利党正在发生的分裂感到惋惜。 威灵顿继续生活了两年，最后以应有的排场安葬在圣保罗大教堂。哈丽特·阿巴斯诺特则与费恩家族的祖辈们一起被安葬在富尔贝教区教堂。